# 孫偉 (弘治進士)
孫偉（1473年—？），字朝望，江西臨江府清江縣人，民籍，明朝政治人物。

## 生平
弘治十四年（1501年）辛酉科江西鄉試第九十五名舉人。弘治十五年（1502年）中式壬戌科會試第二百九十七名，三甲第一百六十名進士。授南京工部主事，升郎中，上疏言时事十六条。出为鹤庆府知府，正德九年（1514年）正月考察免官。

## 家族
曾祖孫正夫；祖父孫寧，學正；父孫瑞，母李氏。具庆下。弟孫佐（贡士）；孫价；孫伏。弟孫佐，正德三年進士。